# Niki Urakami
Niki Urakami (浦上 仁騎 Urakami Niki?), född 11 november 1996 i Ibaraki prefektur, är en japansk fotbollsspelare.
Urakami började sin karriär 2019 i AC Nagano Parceiro.